# 2024 en Océanie
Chronologie de l’Océanie
- 2020
- 2021
- 2022
- 2023
- 2024
- 2025
- 2026
- 2027
- 2028

Cet article concerne les événements thématiques qui se produisent durant l'année 2024 en Océanie.

## Politique

### Élections
- 26 janvier : élections législatives aux Tuvalu. Feleti Teo, issu de la majorité parlementaire sortante, devient Premier ministre.
- 17 avril : élections législatives aux Salomon. Le gouvernement sortant parvient à forger une coalition majoritaire, mais change de dirigeant ; Jeremiah Manele devient Premier ministre.
- 29 mai : référendum au Vanuatu sur les partis politiques. Les propositions sont adoptées : Les députés devront s'affilier à un parti politique, et ne pourront pas le quitter en cours de législature sans perdre leur siège.
- 14 et 19 août : élections législatives aux Kiribati[1].
- 31 août : référendum constitutionnel à Niue. Les citoyens rejettent l'augmentation proposée du nombre de ministres, ainsi qu'un allongement du mandat du Parlement.
- 25 octobre : élection présidentielle aux Kiribati. Ayant usé de sa majorité parlementaire pour empêcher l'opposition d'y prendre part, le président autoritaire Taneti Maamau est, sans surprise, réélu pour un troisième mandat.
- 5 novembre : élections présidentielle, législatives et sénatoriales aux Palaos. Le président Surangel Whipps Junior est réélu pour un second mandat.

### Événements

#### Politique intérieure
- 5 février : Le vice-Premier ministre des îles Cook Robert Tapaitau (en) est destitué après avoir été reconnu coupable par la justice de détournement de fonds publics à hauteur de NZ$ 70 000 avec son épouse et son assistante[2].
- 9 mai : La Haute Cour des Fidji condamne l'ancien Premier ministre Frank Bainimarama à un an de prison ferme pour avoir, lorsqu'il était au pouvoir, ordonné à la police en 2019 de cesser son enquête sur le financement de l'université du Pacifique Sud[3]. Sa peine le rend inéligible aux élections législatives de 2026 et de 2030[4].
- 19 septembre : George Speight, l'auteur du coup d'État de l'an 2000 aux Fidji et condamné en 2002 à la détention à perpétuité, est libéré de prison, bénéficiant du droit de grâce utilisé par le président de la république, Wiliame Katonivere[5],[6].

#### Diplomatie et relations internationales
- 15 janvier : Sous la présidence de David Adeang, Nauru rompt ses relations diplomatiques avec Taïwan et rétablit des relations avec la république populaire de Chine[7].
- 21 mars : l'Australie et le Royaume-Uni signe un accord de coopération. L'accord facilite un éventuel déploiement et des opérations des soldats de chaque nation à l'autre[8].
- 25 mars : Nauru devient le 12e État océanien à signer un accord de participation au projet chinois de Nouvelles routes de la soie[9].
- 10 mai : L'Australie et la Nouvelle-Zélande votent en faveur de la résolution de l'Assemblée générale des Nations unies recommandant au Conseil de sécurité des Nations unies de réexaminer favorablement la demande d’adhésion de la Palestine aux Nations unies. Les Fidji, les Îles Marshall et le Vanuatu s'abstiennent. Les États fédérés de Micronésie, Nauru, les Palaos et la Papouasie-Nouvelle-Guinée votent non. Les représentants des Kiribati, des Samoa, des Îles Salomon, des Tonga et des Tuvalu sont absents lors du vote. La résolution est adoptée avec 143 voix pour, 9 contre et 25 abstentions[10].
- 15 et 16 juin : Le président de la république des Fidji, Ratu Wiliame Katonivere, et le président de la république des Palaos, Surangel Whipps Jr., participent à la Conférence de haut niveau sur la paix en Ukraine, s'entretiennent avec le président ukrainien Volodymyr Zelensky et l'assurent du soutien de leurs États respectifs pour l'intégrité territoriale et la souveraineté de l'Ukraine face à l'agression russe[11]. Les deux autres États océaniens présents, l'Australie et la Nouvelle-Zélande, sont représentés par des ministres plutôt que par leur chef d'État ou de gouvernement.
- 6 au 9 septembre : visite du pape François en Papouasie-Nouvelle-Guinée[12].
- 19 septembre : Sept États océaniens (les États fédérés de Micronésie, les Fidji, Nauru, la Papouasie-Nouvelle-Guinée, les Palaos, les Tonga et les Tuvalu) constituent la moitié des quatorze États au monde qui votent contre la résolution de l'Assemblée générale des Nations unies exigeant qu'Israël se retire des territoires palestiniens occupés. Les Îles Marshall, la Nouvelle-Zélande et les Îles Salomon votent pour, tandis que l'Australie, les Kiribati, les Samoa et le Vanuatu s'abstiennent[13].
- 25 et 26 octobre : Les Samoa accueillent la réunion des chefs de gouvernement du Commonwealth. C'est la première fois que ce sommet se tient dans un petit État insulaire océanien[14].
- 9 décembre : L'Australie et Nauru signent un traité par lequel l'Australie devient seule partenaire de Nauru en matière de sécurité intérieure (excluant toute possibilité d'un partenariat similaire entre Nauru et la Chine), et fournit à Nauru une aide au développement accrue[15].

### Gouvernements
- Australie
  - roi : Charles III

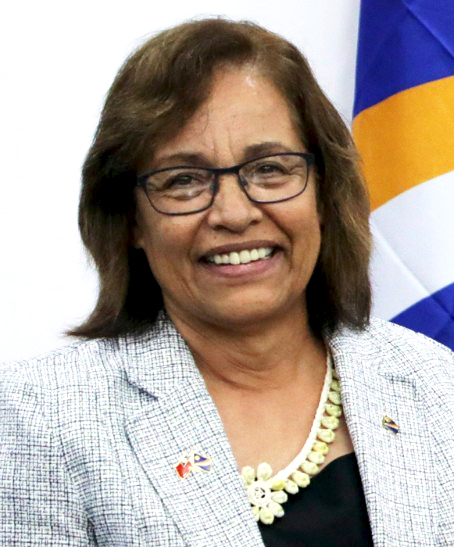
Hilda Heine devient présidente de la république des Îles Marshall le 3 janvier.

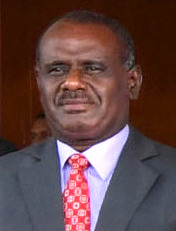
Jeremiah Manele devient Premier ministre des Îles Salomon le 2 mai.

  - gouverneur-général : David Hurley (jusqu'au 1er juillet, puis) Sam Mostyn
  - premier ministre : Anthony Albanese
- Îles Cook
  - roi : Charles III (en sa qualité de roi de Nouvelle-Zélande)
  - représentant du roi : Tom Marsters
  - premier ministre : Mark Brown
- États fédérés de Micronésie
  - président : Wesley Simina
- Fidji
  - président : Ratu Wiliame Katonivere
  - premier ministre : Sitiveni Rabuka
- Kiribati
  - président : Taneti Maamau
- Îles Marshall
  - président : David Kabua (jusqu'au 3 janvier, puis) Hilda Heine
- Nauru
  - président : David Adeang
- Niué
  - roi : Charles III (en sa qualité de roi de Nouvelle-Zélande)
  - premier ministre : Dalton Tagelagi
- Nouvelle-Zélande
  - roi : Charles III
  - gouverneur général : Dame Cindy Kiro
  - premier ministre : Christopher Luxon
- Palaos
  - président : Surangel Whipps Jr.
- Papouasie-Nouvelle-Guinée
  - roi : Charles III
  - gouverneur général : Sir Bob Dadae
  - premier ministre : James Marape
- Îles Salomon
  - roi : Charles III
  - gouverneur général : Sir David Vunagi (jusqu'au 7 juillet, puis) David Tiva Kapu
  - premier ministre : Manasseh Sogavare (jusqu'au 2 mai, puis) Jeremiah Manele
- Samoa
  - o le Ao o le Malo : Tuimaleali'ifano Va'aletoa Sualauvi II
  - première ministre : Fiame Naomi Mata'afa
- Tonga
  - roi : Tupou VI
  - premier ministre : Siaosi Sovaleni (jusqu'au 9 décembre, puis) Samiu Vaipulu (intérim)
- Tuvalu
  - roi : Charles III
  - gouverneur général : Tofiga Falani
  - premier ministre : Kausea Natano (jusqu'au 27 février, puis) Feleti Teo
- Vanuatu
  - président : Nikenike Vurobaravu
  - premier ministre : Charlot Salwai

## Environnement
- 12 mars : Une expédition scientifique au Bounty Trough au large des côtes de la Nouvelle-Zélande rapporte la découverte de plus d’une centaine de nouvelles espèces des océans[16].
- 17 décembre : Séisme de magnitude de moment 7,3 à Port-Vila, au Vanuatu[17].

## Sport
- 19 février : Battant l'équipe des Îles Salomon 11-1 en finale du Tournoi pré-olympique féminin de l'OFC 2024, l'équipe de Nouvelle-Zélande se qualifie comme seule représentante de l'Océanie pour le tournoi féminin de football aux Jeux olympiques d'été de 2024[18].
- 30 juin : L'équipe de Nouvelle-Zélande conserve son titre en battant celle du Vanuatu 3-0 en finale de la Coupe d'Océanie de football 2024 :

| 30 juin 2024       | Nouvelle-Zélande                       | 3–0   | Vanuatu | Stade Freshwater, Port-Vila                 |                                             |
| 15:00 VUT (UTC+11) | Howieson 2e · Randall 83e · Mata 90+3e | (1–0) |         | Spectateurs : 10 000 Arbitrage : Ben Aukwai | Spectateurs : 10 000 Arbitrage : Ben Aukwai |
| 15:00 VUT (UTC+11) | Rapport                                |       |         | Spectateurs : 10 000 Arbitrage : Ben Aukwai | Spectateurs : 10 000 Arbitrage : Ben Aukwai |

- 26 juillet au 11 août : Les nations océaniennes participent aux Jeux olympiques d'été de 2024 à Paris.

Articles détaillés :
- Australie
- Îles Cook
- Fidji
- Guam
- Kiribati
- Îles Marshall
- Micronésie
- Nauru
- Nouvelle-Zélande
- Palaos
- Papouasie-Nouvelle-Guinée
- Îles Salomon
- Samoa
- Samoa américaines
- Tonga
- Tuvalu
- Vanuatu

| Rang | Nation           | Or | Argent | Bronze | Total |
| ---- | ---------------- | -- | ------ | ------ | ----- |
| 4    | Australie        | 18 | 19     | 16     | 53    |
| 11   | Nouvelle-Zélande | 10 | 7      | 3      | 20    |
| 74   | Fidji            | 0  | 1      | 0      | 1     |

- 28 août au 8 septembre : Les nations océaniennes participent aux Jeux paralympiques d'été de 2024 à Paris.

Articles détaillés :
- Australie
- Fidji
- Kiribati
- Nouvelle-Zélande
- Papouasie-Nouvelle-Guinée
- Salomon
- Tonga
- Vanuatu

| Rang | Nation           | Or | Argent | Bronze | Total |
| ---- | ---------------- | -- | ------ | ------ | ----- |
| 9    | Australie        | 18 | 17     | 28     | 63    |
| 51   | Nouvelle-Zélande | 1  | 4      | 4      | 9     |

- 21 septembre : L'équipe des Fidji de rugby à XV remporte la Coupe des nations du Pacifique 2024 en battant le Japon 41-17 en finale. Les Samoa, championnes en titre, prennent la troisième place[21].

## Autres événements marquants
- 10 janvier : Profitant d'une manifestation de policiers contre une erreur administrative faisant croire à une réduction de leurs salaires en Papouasie-Nouvelle-Guinée, des pillards dévalisent et incendient des commerces, faisant quinze morts à Port-Moresby (dont certains par arme à feu) et sept morts à Lae[22],[23],[24],[25],[26]. Accusant le Premier ministre James Marape de ne pas avoir anticipé les conséquences des plantes des policiers, les députés Sir Puka Temu, David Arore, James Donald, Maso Hewabi, Keith Iduhu et James Nomane quittent la majorité parlementaire, certains appellant le Premier ministre à la démission[27].
- 18 février : Au moins 64 personnes sont tuées lors de combats intertribaux dans la province d'Enga en Papouasie-Nouvelle-Guinée[28].
- 13 avril : Un homme atteint de schizophrénie assassine six personnes à coups de couteau dans un centre commercial du quartier Bondi Junction de Sydney avant d'attaquer une policière qui l'abat[29],[30].
- 13 mai : Des émeutes éclatent à Nouméa en Nouvelle-Calédonie en marge de manifestations indépendantistes contre l'extension du droit de vote à davantage de résidents français pour les élections provinciales. Les émeutiers incendient des maisons, des commerces et des voitures, et tirent avec des armes à feu « de gros calibre » sur les gendarmes et les policiers, faisant, au cours de plusieurs jours, une centaine de blessés parmi ceux-ci[31]. Durant la poursuite des émeutes et des incendies criminels les nuits et les jours qui suivent, sept personnes sont tuées directement, dont un gendarme tué par balles ; plusieurs autres personnes meurent du fait des barrages érigés par les émeutiers et qui empêchent les ambulances de circuler. L'incendie et le pillage de commerces plonge un millier de personnes dans le chômage et provoque environ 1 000 000 000 € de dégâts[32],[33],[34],[35].
- 24 mai : Plus de 2 000 personnes sont tuées par un glissement de terrain survenu dans la province d'Enga en Papouasie-Nouvelle-Guinée[36].
- 16 septembre : En Papouasie-Nouvelle-Guinée, des violences entre les tribus propriétaires des terres de la mine de Porgera et des squatters venus d'autres tribus pour exploiter la mine font au moins trente morts[37].
- septembre à décembre : Avec une croissance économique négative (-1%), l'économie de la Nouvelle-Zélande entre en récession[38].

## Décès
- 5 janvier : Vinod Patel (né le 28 février 1939), entrepreneur et homme politique fidjien[39].
- 4 février : Lowitja O'Donoghue (en) (née en août 1932), militante pour les droits des Aborigènes australiens[40].
- 26 juillet : Janet Andrewartha (en) (née le 16 septembre 1951), actrice australienne[41].
- 9 août : John Paska, président du Congrès des syndicats de Papouasie-Nouvelle-Guinée[42].
- 30 août : Tuheitia Paki (né le 21 avril 1955), roi du Kingitanga en Nouvelle-Zélande[43].
- 17 novembre : John Waiko (né le 8 août 1945), historien et homme politique papou-néo-guinéen[44].
- 18 novembre : ʻAna Taufeʻulungaki (née le 10 mai 1946), ministre de l'Éducation des Tonga de 2011 à 2015[45].
- 22 novembre : Serge Vohor (né le 23 avril 1955), Premier ministre du Vanuatu à trois reprises[46].